# Divided by Night
Divided by Night (с англ. — «Разделённый ночью») — четвёртый студийный альбом американского электронного дуэта The Crystal Method, выпущенный 12 мая 2009 года. В 2010 году Divided by Night был номинирован на премию «Грэмми» в категории «Лучший электронный/танцевальный альбом».

## Об альбоме
После релиза альбома Legion of Boom участники The Crystal Method Кен Джордан и Скотт Керкленд решили начать работу над новым материалом в студии Crystalwerks. К работе над пластинкой The Crystal Method привлекли множество известных музыкантов, например Питера Хука, Матисьяху, Илла Билла и других. Но настройка оборудования новой студии занимала много времени и тормозила запись альбома.
В августе 2008 года The Crystal Method сообщили, что запись новой пластинки окончена. Первоначально музыканты планировали выпустить альбом в конце августа, но релиз был передвинут к началу 2009 года. В октябре 2008 The Crystal Method анонсировали концертный тур по городам Северной Америки. В начале 2009 года во время одного из интервью, участник The Crystal Method Кен Джордан объявил, что альбом будет выпущен весной.
В марте 2009 музыканты обнародовали название нового альбома — Divided by Night, а 14 апреля выпустили первый сингл — «Drown in the Now». 28 апреля вышел второй сингл «Black Rainbows». Релиз альбома Divided by Night состоялся 12 мая 2009 года.
В интервью газете Boston Herald Скотт Керкленд сказал:

Этот альбом необычный. В нём есть большие, органические живые барабаны, и дисторшн, и множество басов и всяких разных громких звуков, которые мы создаём уже много лет. Но сотрудничество [c другими музыкантами] позволило вобрать ему [альбому] множество различных музыкальных направлений. Я думаю, слушатели останутся довольны этим.Оригинальный текст (англ.)«The album is different. There are big, organic live drums and distortion and lots of bass and that sort of bombastic sound that we’ve been doing for so many years. But lots of collaborations have taken it in lots of different directions. I think people are going to be happy with it».

Композиция «Sine Language» была включена в саундтрек к видеоигре Need for Speed: Nitro.

## Список композиций
| №   | Название                                                  | Длительность |
| --- | --------------------------------------------------------- | ------------ |
| 1.  | «Divided by Night»                                        | 5:03         |
| 2.  | «Dirty Thirty (совместно с Питером Хуком)»                | 5:26         |
| 3.  | «Drown in the Now (совместно с Матисьяху)»                | 5:49         |
| 4.  | «Kling to the Wreckage (совместно с Джастином Уорфилдом)» | 4:06         |
| 5.  | «Smile?»                                                  | 5:36         |
| 6.  | «Sine Language (совместно с LMFAO)»                       | 6:17         |
| 7.  | «Double Down Under»                                       | 5:51         |
| 8.  | «Come Back Clean (совместно с Эмили Хайнс)»               | 4:59         |
| 9.  | «Slipstream (совместно с Джэйсоном Литлом)»               | 5:21         |
| 10. | «Black Rainbows (совместно со Стефани Кинг Уорфилд)»      | 6:23         |
| 11. | «Blunts & Robots (совместно с Питером Хуком)»             | 5:51         |
| 12. | «Falling Hard (совместно с Meiko)»                        | 6:39         |

| №  | Название                                | Длительность |
| -- | --------------------------------------- | ------------ |
| 1. | «Play for Real»                         | 5:01         |
| 2. | «Divided by Night Track-by-Track video» | 7:13         |
| 3. | «Drown in the Now music video»          | 3:35         |
| 4. | «Divided by Night Digital Booklet»      |              |

## Позиции в чартах
| Чарт (2009)             | Высшая позиция |
| ----------------------- | -------------- |
| Billboard 200           | 38             |
| Dance/Electronic Albums | 2              |
| Independent Albums      | 4              |